# Teorema lui Cotes

În geometria plană, teorema lui Cotes stabilește relația dintre distanțele de la un punct situat în interiorul unui poligon regulat dat la vârfurile acestuia și distanțele de la acest punct la centrul poligonului.
A fost enunțată pentru prima dată în 1716 de către Roger Cotes, care a demonstrat-o prin utilizarea numerelor complexe.

## Enunț
Dacă un cerc de centru O și rază r este secționat în 2n părți egale prin intermediul punctelor {\displaystyle (A_{i})_{i\in \{0,1,\cdots ,2n-1\}}} (unde n e un număr natural nenul) și se consideră un punct M situat pe semidreapta {\displaystyle [OA_{0})}.
Atunci:
{\displaystyle |OM^{n}-r^{n}|=MA_{0}\times MA_{2}\times \cdots \times MA_{2n-2}}
{\displaystyle OM^{n}+r^{n}=MA_{1}\times MA_{3}\times \cdots MA_{2n-1}}
În cazul n=2, prima egalitate devine puterea unui punct față de un cerc, iar cea de-a doua teorema lui Pitagora.